# In vitro
In vitro (łac. ‘w szkle’) – termin stosowany przy opisywaniu badań biologicznych, oznacza procesy biologiczne przeprowadzane w warunkach laboratoryjnych, poza organizmem.
Przykładem procesu biologicznego odbywającego się in vitro jest odtwarzanie w laboratorium reakcji chemicznych (zwłaszcza syntezy złożonych związków organicznych), normalnie zachodzących w komórkach organizmów lub praca z żywymi komórkami, wyizolowanymi z organizmu macierzystego i umieszczonymi w warunkach laboratoryjnych umożliwiających podtrzymywanie ich życia.
- Badania in vitro – prowadzenie badań na żywych, wyizolowanych z organizmu komórkach lub substancjach,
- Zapłodnienie in vitro – metoda zapłodnienia polegająca na doprowadzeniu do połączenia komórki jajowej i plemnika w warunkach laboratoryjnych, poza żeńskim układem rozrodczym.
- Metoda umożliwiająca hodowlę mięsa zwierzęcego poza organizmem zwierząt (tzw. czystego mięsa).